# Das Ende einer Nacht
Das Ende einer Nacht ist ein deutscher Fernsehfilm von Matti Geschonneck aus dem Jahr 2012. Sowohl der Film als auch die Hauptdarstellerinnen Barbara Auer und Ina Weisse wurden unter anderem mit dem Deutschen Fernsehpreis ausgezeichnet. Am 26. März 2012 wurde das Justizdrama erstmals vom ZDF im Fernsehen gezeigt.

## Handlung
Die Düsseldorfer Polizei wird eines Abends von einer Frau angerufen, die sich in ihrem Schlafzimmer eingeschlossen hat. Ihr Mann habe sie verprügelt und vergewaltigt. Als Kriminalhauptkommissar Ralf Benning mit seinen Männern vor Ort eintrifft und in der Villa des Paares zahlreiche Blutspuren und die verstörte Frau vorfindet, lässt er den Ehemann, den vermögenden Software-Unternehmer Werner Lamberg, sofort festnehmen. Vier Monate später beginnt am Landgericht Düsseldorf der von den Medien mit Spannung erwartete Prozess. Überzeugt von Lambergs Schuld hofft die zuständige Richterin Katarina Weiss auf eine schnelle Verurteilung, um endlich mit ihrem Mann André ein seit langem geplantes Wochenende in Mailand zu verbringen. Sie hat jedoch nicht mit Strafverteidigerin Eva Hartmann gerechnet, die den Fall für die Berliner Kanzlei Sänger kurzfristig übernommen hat und entschlossen ist, einen Freispruch für ihren Mandanten zu erwirken.
Während Lamberg vor Gericht seine Unschuld beteuert – er sei zur Tatzeit joggen gewesen –, beschuldigt ihn seine Frau Sandra, sie bereits zuvor regelmäßig geschlagen zu haben. Am Abend der mutmaßlichen Vergewaltigung seien sie mit Robert und Hanni Koch, einem befreundeten Ehepaar, essen gewesen. Danach habe Lamberg Sandra durch die Villa geprügelt und sich an ihr vergangen, weil sie sich angeblich von ihm trennen wollte. Ein psychologischer Gutachter ist überzeugt, dass Sandra die Wahrheit sagt. Verteidigerin Hartmann weiß jedoch Sandras Aussage und die des Gutachters zu entkräften. Auch die Spurenanalyse könne laut Hartmann nicht beweisen, dass Lamberg schuldig sei. Hartmann stellt vielmehr die Möglichkeit in den Raum, dass sich Sandra eine komplexe Lüge ausgedacht hat und eventuell unter einer psychischen Störung leidet. Es sei Lamberg gewesen, der sich von seiner labilen Frau habe scheiden lassen wollen. Laut Ehevertrag hätte Sandra in diesem Fall nichts von seinem Vermögen abbekommen. Deshalb habe sie die Vergewaltigung erfunden, sich selbst verletzt und den vermeintlichen Tathergang auswendig gelernt. Während Lambergs Freund und Geschäftspartner Robert Koch mit seiner Aussage Lamberg den Rücken stärkt, hält seine Frau Hanni zu Sandra. Hanni hatte an jenem Abend von Sandra einen Anruf erhalten, war ihrer Freundin jedoch nicht zu Hilfe geeilt und hatte auch nicht die Polizei alarmiert, weil sie Sandras Hilferuf offenbar nicht ernst nahm. Hartmann beantragt schließlich ein zweites Gutachten und bewirkt, dass Lamberg vorerst aus der Untersuchungshaft entlassen wird. Zudem lässt sie nach einem unbekannten Jogger suchen, der Lamberg zur Tatzeit auf dem Sportplatz begegnet sein soll.
Im Verlauf des Prozesses gerät Richterin Weiss, die dafür bekannt ist, gegenüber reichen Männern härtere Urteile zu verhängen, mit der Strafverteidigerin immer wieder aneinander. Sie hält Hartmann für eine skrupellose Juristin, der die eigene Karriere wichtiger ist als die Wahrheit. Weiss erinnert Hartmann daher nur zu gern an einen älteren Fall. Ein Jahr zuvor hatte Hartmann einen gewissen Bormann verteidigt, der seine Stieftochter vergewaltigt hatte und nach seinem Freispruch aus Mangel an Beweisen eine Prostituierte ermordete. Doch auch die Richterin ist nicht unfehlbar. Durch ihr Fehlurteil saß ein Mann fünf Jahre unschuldig im Gefängnis. Ihr Mann André hat schließlich genug von ihrer Selbstgerechtigkeit und packt seine Sachen.
Als Lambergs ehemalige Geliebte Anette Hollenkamp vor Gericht Lamberg als cholerischen Gewaltmenschen beschreibt, wendet sich das Blatt erneut. Auch Hartmann beginnt an der Unschuld ihres Mandanten zu zweifeln. Vom Chef ihrer Kanzlei, Georg Sänger, der zudem mit Lamberg befreundet ist, erfährt sie, dass mehrere Sekretärinnen von Lamberg sexuell belästigt wurden. Im Interesse der Kanzlei soll Hartmann dennoch den Prozess gewinnen. Unterdessen erfährt Richterin Weiss von Hanni Koch, dass Sandra bereits zwei Jahre zuvor ihren Mann der Vergewaltigung bezichtigt hatte. Lamberg war zu dieser Zeit jedoch auf einer Londoner Messe und hätte daher unmöglich seine Frau misshandeln können. Richterin Weiss trifft sich anschließend mit Hartmann und berichtet ihr von Hanni Kochs Schilderungen. Beide Frauen kommen überein, dass eine Vergewaltigung irgendwann wahrscheinlich stattgefunden hat, aber vermutlich nicht in jener Nacht. Aus Mangel an Beweisen wird Lamberg schließlich freigesprochen. Während Richterin Weiss nach Hause kommt, wo ihr zurückgekehrter Mann bereits auf sie wartet, sitzt Hartmann allein und nachdenklich am Sportplatz auf einer Bank.

## Hintergrund
Regisseur Matti Geschonneck und Drehbuchautor Magnus Vattrodt hatten zuvor bereits für den mit dem Grimme-Preis ausgezeichneten Fernsehfilm Liebesjahre (2011) erfolgreich zusammengearbeitet. Die Idee zu Das Ende einer Nacht kam Vattrodt, als er sich mit einem Anwalt und dessen Mandanten unterhielt. Auch Interviews mit dem Berliner Anwalt Ferdinand von Schirach dienten Vattrodt als Inspirationsquelle. Der Kachelmann-Prozess sei laut Vattrodt jedoch keine Vorlage gewesen. Das Drehbuch habe er bereits vor dem Prozess angefangen. Der Fall Kachelmann illustriere dennoch das Thema des Films, der „nicht in erster Linie“ von „Gewalt in der Ehe“ handle, sondern vom „Prozess der Wahrheitsfindung“. Dieser gestalte sich im Vergleich zu typischen Gerichtsfilmen in der Wirklichkeit viel schwieriger, sodass es am Ende oftmals heiße: „Im Zweifel für den Angeklagten.“
Die Dreharbeiten fanden vom 9. August bis 12. September 2011 in Köln und Düsseldorf statt.

## Rezeption

### Einschaltquoten
Die Erstausstrahlung am 26. März 2012 wurde in Deutschland insgesamt von 6,07 Millionen Zuschauern gesehen und erreichte einen Marktanteil von 18,3 Prozent für das ZDF; in der Gruppe der 14- bis 49-jährigen Zuschauer konnten 0,98 Millionen Zuschauer und ein Marktanteil von 7,6 % erreicht werden.

### Kritiken
„Ein kluger, präziser und sorgsam gemachter Film – bis zur Atemlosigkeit spannend“, schrieb Klaudia Wick von der Berliner Zeitung über Das Ende einer Nacht. Barbara Auer bringe „beides wunderbar“ auf den Punkt: „Die Rechthaberei und die angezogene Handbremse“. Mit Ina Weisse stehe ihr eine „ebenbürtige Schauspielerin“ gegenüber, „die wie kaum eine zweite die Kühle geben kann, ohne dabei wie ein Eisklotz zu wirken“. Als „Meister dieses Kammerspiels“ hätten Regisseur Matti Geschonneck und Kamerafrau Judith Kaufmann auf „die üblichen Stilmittel“ verzichtet. Stattdessen gebe es „Kino im Kopf und ein Zweifel, der als Hauptdarsteller alle deutschen Fernsehpreise auf einmal verdient hätte“.
Lorenz Jäger von der Frankfurter Allgemeinen Zeitung meinte, dass der Film durch „Kalkül und Ökonomie der Handlung“ und dank der „zwei starke[n] weibliche[n] Persönlichkeiten“ zu einem „Glücksfall der Fernsehunterhaltung“ geraten sei. Christian Buß von Spiegel Online war der Auffassung, dass sich zwischen Richterin und Anwältin „ein aufreibendes Duell“ entwickle, „das den üblichen TV-Rahmen sprengt“. Als „formvollendete Modernisierung von Otto Premingers Courtroom-Klassiker Anatomie eines Mordes“ halte der Film den „tatsächliche[n] Hergang des Abends“ bis zum Schluss offen.
Für das Lexikon des internationalen Films war Das Ende einer Nacht ein „[s]pannendes, gut gespieltes (Fernseh-)Gerichtsdrama, bei dem die Rekonstruktion des Tathergangs allein durch die Präsentation der jeweiligen Statements erfolgt“. Nicht sonderlich gelungen seien jedoch die bisweilen „plakativen Dialoge“. TV Spielfilm zufolge habe „der wendungsreiche, kluge Krimi den Unterschied zwischen Recht und Gerechtigkeit [vorgeführt]“ und lege in diesem Zusammenhang „einen seltenen Mut zum Unentschieden“ an den Tag. Dem Zuschauer sei daher empfohlen: „Statt eines leichten Urteils: mitdenken!“ Prisma bezeichnete Das Ende einer Nacht „als intelligente[n] Film, in dem alles stimmt – angefangen beim Thema, über die Dramaturgie bis hin zur technischen Umsetzung“.

### Auszeichnungen

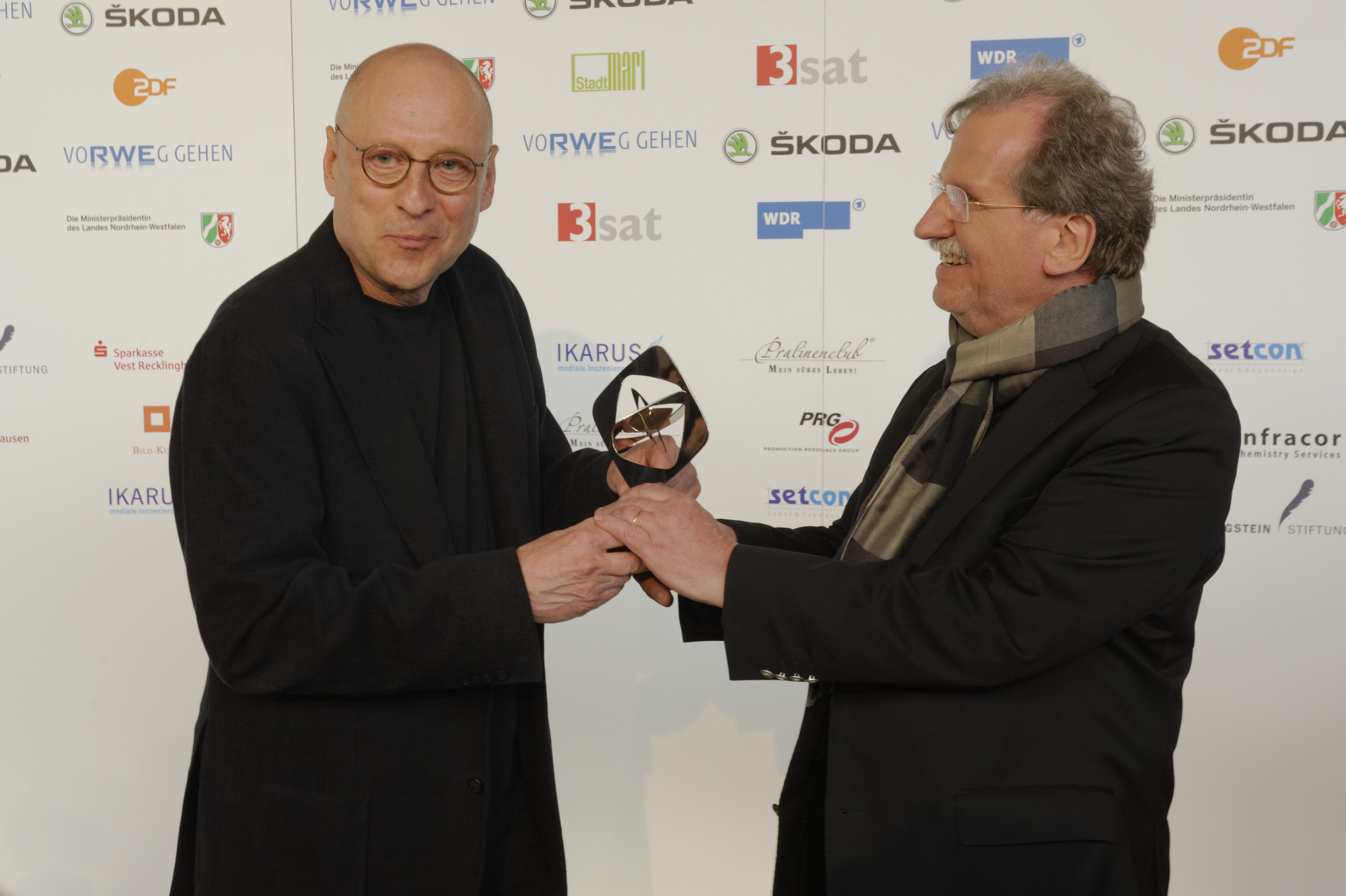
Matti Geschonneck (links) beim Presseempfang des Grimme-Preis 2013

Das Ende einer Nacht wurde 2012 mit dem Deutschen Fernsehpreis als bester Fernsehfilm ausgezeichnet und setzte sich damit gegen Florian Schwarz’ Hannah Mangold & Lucy Palm sowie Johannes Fabricks Der letzte schöne Tag durch. Auch die beiden Hauptdarstellerinnen Barbara Auer und Ina Weisse, die gemeinsam in der Kategorie Beste Schauspielerin nominiert waren, konnten sich gegen die Konkurrenz behaupten und den Preis gewinnen. Barbara Auer war 2012 zudem für den Bambi in der Kategorie Beste nationale Schauspielerin nominiert.
Beim Fernsehfilmfestival Baden-Baden konkurrierte Das Ende einer Nacht um den 3sat-Zuschauerpreis, unterlag diesmal jedoch dem Film Der letzte schöne Tag. Matti Geschonnecks Gerichtsfilm war des Weiteren für den Günter-Rohrbach-Filmpreis nominiert, den Barbara Auer und Ina Weisse in der Darstellerkategorie gemeinsam gewinnen konnten. 2013 wurde Das Ende einer Nacht mit der Goldenen Kamera in der Kategorie Bester Fernsehfilm prämiert, während Ina Weisse als beste deutsche Schauspielerin nominiert war. Im selben Jahr folgte der Gewinn des Grimme-Preises in der Kategorie „Fiktion“, den namentlich Drehbuchautor Magnus Vattrodt, Regisseur Matti Geschonneck sowie Ina Weisse und Barbara Auer erhielten.